# 韓熙順

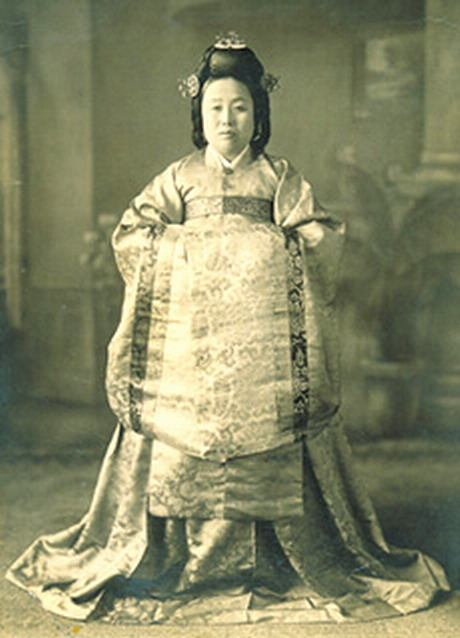
韓熙順尚宮

韓熙順（韓語：한희순，1889年—1972年）是朝鮮王朝最後一批尚宮之一。電視劇大長今裡長今的師父設定為韓尚宮就是為了紀念她。
韓熙順於高宗三十九年（13歲）進宮，當德壽宮的內人，負責高宗和純宗的膳食。1908年（純宗皇帝隆熙二年）擔任水剌尚宮（即是御膳廚房尚宮），在景福宮和昌德宮工作。
戰後，韓熙順尚宮願意向一位名叫黃慧性（1920年—2006年）的女子傳授朝鮮宮廷膳食製作方法。朝鮮宮廷膳食才能延續到今天。黃慧性是電視劇大長今的美食顧問韓福麗的母親。